# 最勝寺 (世田谷区)
教学院（きょうがくいん）は、東京都世田谷区太子堂四丁目にある天台宗の寺院。寛永寺の末寺の一つである。正式名称は竹園山最勝寺教学院。目青不動（めあおふどう）の通称でも知られる。

## 本尊
本堂本尊 - 阿弥陀如来
寺伝では源信（恵心僧都）の作という。
札所本尊 - 不動明王
明治15年（1882年）に廃寺とされた観行寺（正善寺とも）の本尊であった不動明王像。伝承では円仁（慈覚大師）の作という。江戸五色不動の1つの目青不動である。秘仏であり公開されていない。前立ちの青銅製不動明王像は寛永19年（1642年）の作である。

## 歴史
寺の縁起によれば、応長元年（1311年）、玄応和尚によって江戸城紅葉山付近に創建され、太田道灌による江戸城築城（康正3年・1457年）により麹町貝塚に移転、のちに赤坂三分坂（青山墓地近辺）へ移転したという。その後慶長9年（1604年）、青山南町（百人町）に3000坪の土地を与えられ移転し、明治42-44年（1909年-1911年）、太政官布告により3カ年の期間を経て現在地に移転したという。
上記の縁起を信じれば鎌倉時代の創建ということになるが、玄応和尚による創建を慶長9年（1604年）とする説もある。
明治8年（1875年）には当時青山にあった境内地のうち100坪に「幼童学校」を創立。これが後の青山南町小学校となった。明治15年（1882年）には当時麻布谷町（現・港区六本木一丁目付近）にあった観行寺が廃寺になったことに伴って本尊の不動明王像（秘仏）と前立の不動明王像が最勝寺に遷された。この不動明王像は江戸五色不動の1つの「目青不動」と呼ばれるが、「五色不動」の呼称自体が近代に入ってからのものであることが指摘されており、正確な造像事情は不明である。
境内には小田原藩大久保氏・荻野山中藩（駿河松長藩）大久保氏・烏山藩大久保氏の歴代藩主の墓がある。

## 札所等
- 江戸五色不動：目青不動
- 関東三十六不動霊場：第16番札所

## 交通アクセス
- バス
  - 東急バス渋05・渋21・渋23・渋24「三軒茶屋」下車4分(約300m)
  - 小田急バス渋24「三軒茶屋」下車4分(約300m)
  - 東急バス渋11・渋12・渋82・黒06「三軒茶屋」下車7分(約500m)
- 鉄道
  - 東急田園都市線・世田谷線三軒茶屋駅三茶パティオ口 徒歩4分(約270m)